# Holenberg
Holenberg ist eine Gemeinde im Landkreis Holzminden in Niedersachsen (Deutschland) und gehört zur Samtgemeinde Bevern.

## Geografie

### Geografische Lage
Holenberg ist ein Ort am südlichen Hang des Voglers.
Unmittelbar westlich des Ortes entspringt die Krümmecke, nördlich des Ortes der Mollerbach, der den Ort im Osten passiert. Beide Gewässer münden in den Forstbach. Holenberg ist auf drei Seiten von Bergen des Voglers umgeben, die zum Gemeindegebiet gehören, im Süden fällt das Gelände zum Forstbachtal ab. Im Westen erhebt sich der 302,4 m ü. NN hohe Weinberg, der als Naturschutzgebiet ausgewiesen ist, im Nordwesten der Himbeerbrink (400,5 m ü. NN), im Norden der Bax-Berg als Ausläufer des Kohlhai, der mit 440,8 m ü. NN die höchste Erhebung des Gemeindegebiets ist, im Nordosten die Tollburg, die ebenfalls ein Bergsporn des Kohlhai ist, und im Osten der Bützeberg (352,6 m ü. NN).

## Geschichte
Seit wann Holenberg kontinuierlich besiedelt wurde, ist nicht bekannt. Die erste schriftliche Erwähnung findet sich in einer Urkunde des Hochstifts Hildesheim vor dem Jahre 1007 als „Holanberg“. Der Name geht wahrscheinlich auf die Lage in einer Vertiefung zwischen Ausläufern des Voglers zurück. Spätere Urkunden zeigen, dass Holenberg seit 1493 vollständig zum Kloster Amelungsborn gehörte. In einer Urkunde von 1556 wird der Ort dann als „neu erbaut“ bezeichnet, war also wahrscheinlich im 15. Jahrhundert ganz oder teilweise wüstgefallen. Es wird unterschiedlich bewertet, ob dies aufgrund spätmittelalterlicher Fehden oder durch Umwandlung in ein Amelungsborner Vorwerk der Fall war.
Bis Ende 2010 war Holenberg staatlich anerkannter Erholungsort.

### Ortsname
Alte Variationen des Ortsnamens sind um 1007 Holanberg, 1197 Holenberg, 1197 Holemberghe und um 1217 Holenberge.
Wort-Bildung mit dem Grundwort „berg“. Im ersten Teil des Wortes seht altsächsisch, mittelniederdeutsch „hol“ oder „hohl“. Das dürfte die „muldenförmig, eingesenkt“ bedeuten. Das Motiv für die Namensgebung dürfte eine von Ausläufern des Voglers umschlossenen Vertiefung sein. Vor allem vom Süden mit Blick auf Holenberg aus gesehen, steigen westlich, nördlich und östlich relativ steil Hügel an, so dass sich für die Siedlungsstelle eine eindeutige Muldenlage ergibt.

## Politik

### Gemeinderat
Der Gemeinderat, der Holenberg vertritt, setzt sich aus sieben Mitgliedern zusammen. Bei der Kommunalwahl 2021 ergab sich folgende Sitzverteilung:
| Gemeinderat 2021Insgesamt 7 Sitze - SPD: 3 - FDP: 1 - CDU: 3 |

### Bürgermeister
Beate Lönnecker ist seit November 2016 Bürgermeisterin. Volker Marten (Bündnis 90/Die Grünen) bekleidete das Amt des Bürgermeisters von März 2015 – Okt. 2016. Zuvor hatte Matthias Moersener (SPD) das Amt von September 2011 bis März 2015 inne. Von 2001 bis 2011 war die heutige Landrätin Angela Schürzeberg (SPD) Bürgermeisterin.

### Wappen, Farben und Dienstsiegel

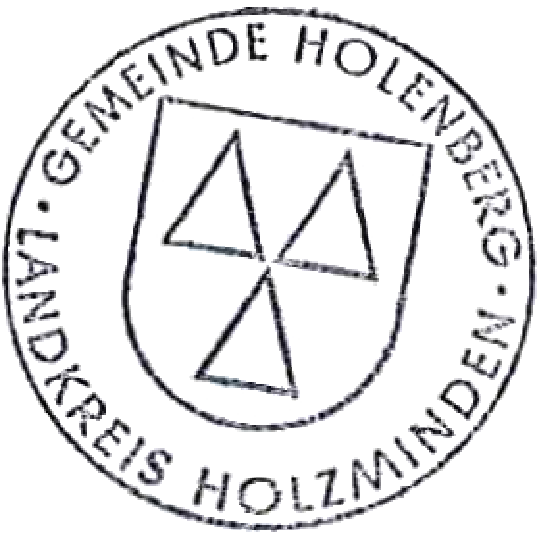
Dienstsiegel mit dem Gemeindewappen als Siegelbild

Das Wappen der Gemeinde Holenberg zeigt in Grün drei aufrecht stehende zwei zu eins gestellte goldene Dreiecke.
Die Farben der Gemeinde sind grün und gelb.
Das Dienstsiegel enthält das Wappen und die Umschrift: „Gemeinde Holenberg Landkreis Holzminden“.

## Kultur

### Religionen
81 % der Bevölkerung Holenbergs sind evangelisch,
5 % sind katholisch,
14 % gehören einer anderen oder keiner Religionsgemeinschaft an.

### Vereine
- TSV Holenberg